# Municipio de Eureka (Minnesota)
El municipio de Eureka (en inglés: Eureka Township) es un municipio ubicado en el condado de Dakota en el estado estadounidense de Minnesota. En el año 2010 tenía una población de 1426 habitantes y una densidad poblacional de 15,43 personas por km².

## Geografía
El municipio de Eureka se encuentra ubicado en las coordenadas 44°34′51″N 93°12′48″O / 44.58083, -93.21333. Según la Oficina del Censo de los Estados Unidos, el municipio tiene una superficie total de 92.4 km², de la cual 90.51 km² corresponden a tierra firme y (2.05%) 1.89 km² es agua.

## Demografía
Según el censo de 2010, había 1426 personas residiendo en el municipio de Eureka. La densidad de población era de 15,43 hab./km². De los 1426 habitantes, el municipio de Eureka estaba compuesto por el 98.32% blancos, el 0.14% eran afroamericanos, el 0.28% eran amerindios, el 0.21% eran asiáticos, el 0.07% eran isleños del Pacífico, el 0.07% eran de otras razas y el 0.91% pertenecían a dos o más razas. Del total de la población el 1.47% eran hispanos o latinos de cualquier raza.